# § 175 Strafgesetzbuch (Deutschland)

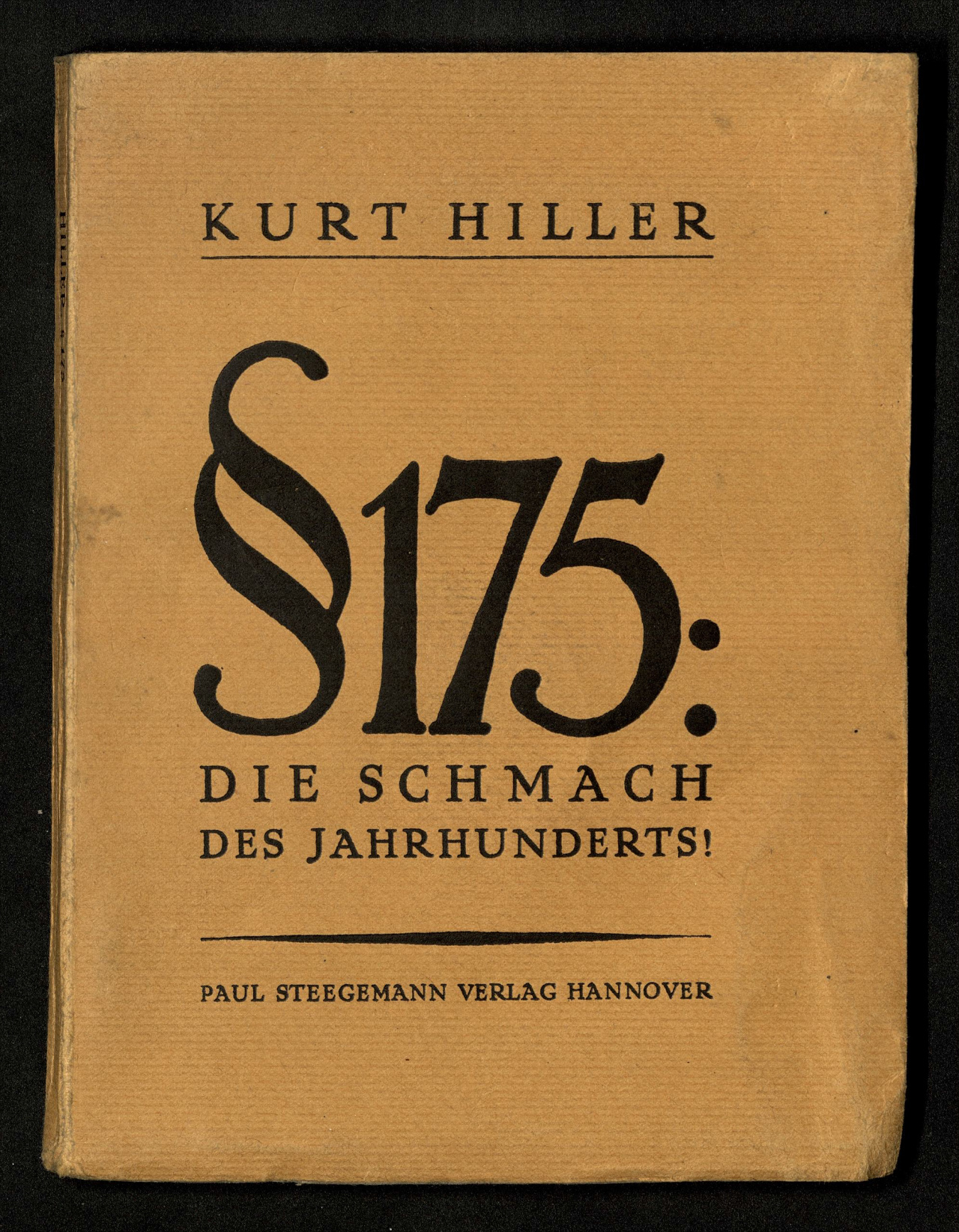
Der linke Publizist Kurt Hiller veröffentlichte 1922 eine Aufsatzsammlung gegen den § 175.

Der § 175 des deutschen Strafgesetzbuches (§ 175 StGB) existierte vom 1. Januar 1871 (Inkrafttreten des Strafgesetzbuchs für den Norddeutschen Bund) bis zum 10. Juni 1994. Er stellte sexuelle Handlungen zwischen Personen männlichen Geschlechts unter Strafe und ermöglichte somit die Verfolgung Homosexueller. Bis 1935 verbot er auch die „widernatürliche Unzucht mit Tieren“ (von 1935 bis 1969 war dies nach § 175b strafbar). Insgesamt wurden etwa 140.000 Männer nach den verschiedenen Fassungen des § 175 verurteilt. Am 1. September 1935 verschärften die Nationalsozialisten den § 175 dadurch, dass der Tatbestand von beischlafähnlichen auf sämtliche „unzüchtigen“ Handlungen ausgeweitet wurde. Der neu eingefügte § 175a bestimmte für „erschwerte Fälle“ zwischen einem und zehn Jahren Zuchthaus.
Die DDR kehrte 1950 zur alten Fassung des § 175 zurück; der § 175a wurde weiterhin angewendet. Ab Ende der 1950er Jahre wurden homosexuelle Handlungen unter Erwachsenen nicht mehr bestraft (siehe unten). 1968 setzte die DDR ein komplett neues Strafgesetzbuch in Kraft, das diese Praxis auch rechtlich so regelte. In § 151 wurden nurmehr gleichgeschlechtliche sexuelle Handlungen von Erwachsenen mit Jugendlichen sowohl für Frauen als auch für Männer unter Strafe gestellt. Durch Gesetz vom 14. Dezember 1988 wurde dieser Paragraph gestrichen.
Die Bundesrepublik Deutschland hielt zwei Jahrzehnte lang an den Fassungen der §§ 175 und 175a aus der Zeit des Nationalsozialismus fest. 1969 kam es zu einer ersten, 1973 zu einer zweiten Reform. Seitdem waren nur noch sexuelle Handlungen mit männlichen Jugendlichen unter 18 Jahren strafbar, wogegen das Schutzalter bei lesbischen und heterosexuellen Handlungen bei 14 Jahren lag. Erst nach der Wiedervereinigung wurde 1994 der § 175 auch für das Gebiet der alten Bundesrepublik aufgehoben.
Im Volksmund wurden Homosexuelle gelegentlich als „175er“ bezeichnet. Gleichzeitig nannte man den 17. Mai (17.5.) den „Feiertag der Schwulen“. Heute finden anlässlich der Streichung der Homosexualität aus dem Diagnoseschlüssel für Krankheiten der WHO am 17. Mai 1990 am selben Tag Aktionen zum Internationalen Tag gegen Homophobie, Biphobie, Interphobie und Transphobie statt.

## Vorgeschichte

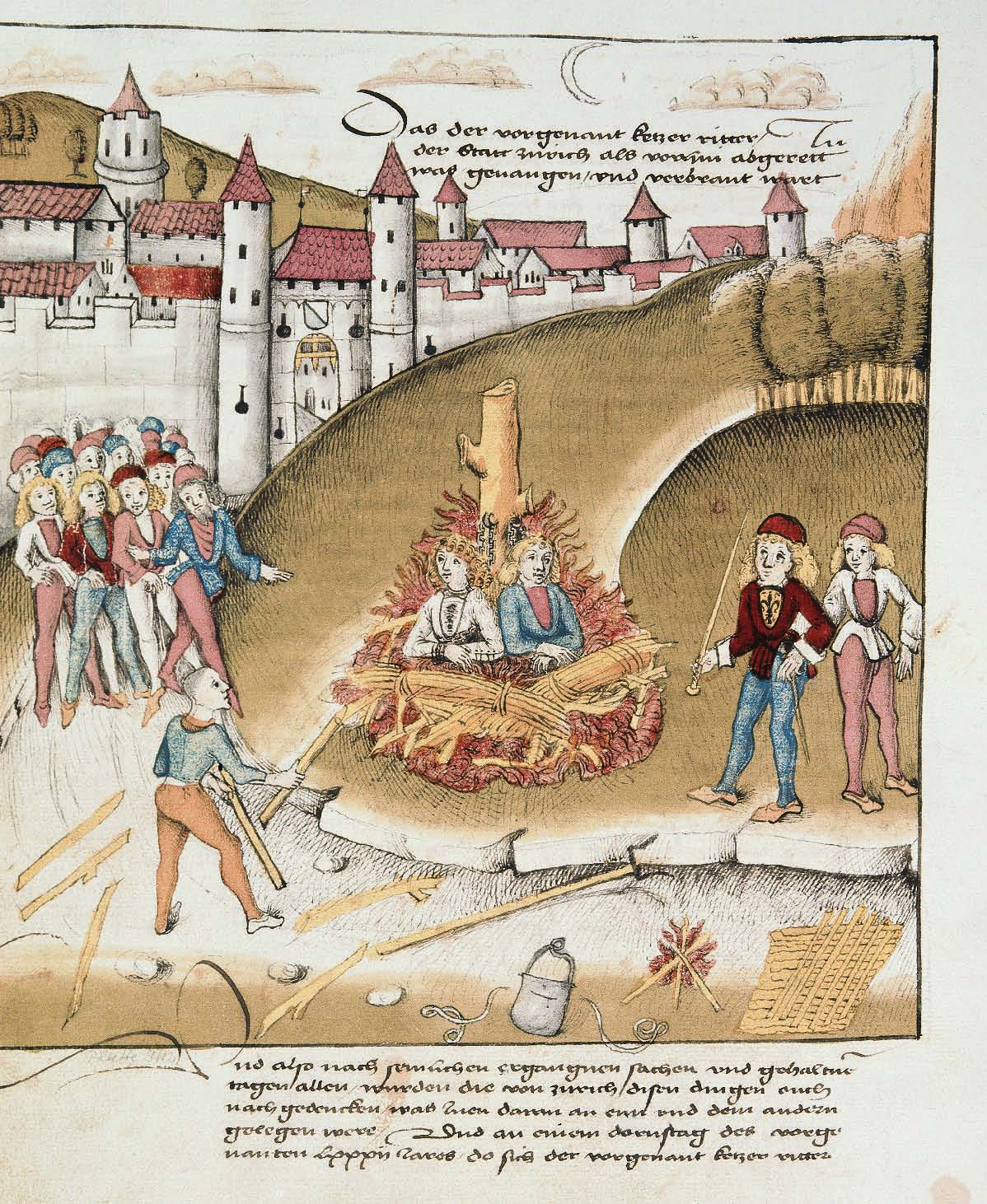
Verbrennung des Ritters von Hohenberg mit seinem Knecht vor den Mauern von Zürich (1482)

In der zweiten Hälfte des 13. Jahrhunderts wandelte sich der Analverkehr zwischen Männern von einer zwar sündigen, aber meist völlig legalen Handlung zu einem Verbrechen, das fast überall in Europa mit der Todesstrafe belegt wurde (siehe hierzu: Sodomiterverfolgung, Geschichte sexueller Minderheiten).
1532 schuf Karl V. mit der Constitutio Criminalis Carolina für diese Rechtspraxis eine gesetzliche Grundlage, die im Heiligen Römischen Reich deutscher Nation bis zum Ende des 18. Jahrhunderts Gültigkeit behielt. So hieß es dort in § 116:
„Straff der vnkeusch, so wider die Natur beschicht. cxvj. ITem so eyn mensch mit eynem vihe, mann mit mann, weib mit weib, vnkeusch treiben, die haben auch das leben verwürckt, vnd man soll sie der gemeynen gewonheyt nach mit dem fewer vom leben zum todt richten.“
(„Strafe für Unzucht, so sie wider die Natur geschieht. 116. Ferner, wenn ein Mensch mit einem Vieh, Mann mit Mann, Frau mit Frau, Unzucht treiben, haben sie auch das Leben verwirkt, und man soll sie nach allgemeiner Gewohnheit mit dem Feuer vom Leben zum Tode richten.“)
Nachdem in Frankreich der Code pénal von 1791 die Strafbarkeit der Homosexualität bereits vollständig beseitigt hatte (siehe Homosexualität in Frankreich), setzte Preußen mit der Einführung des Allgemeinen Landrechts 1794 nach Pennsylvania (1786) und Österreich (1787) die Todesstrafe auf eine Gefängnisstrafe und Verbannung herab. Die §§ 1069 und 1070 des zwanzigsten Titels bestimmten:
„Sodomiterey und andre dergleichen unnatürliche Sünden, welche wegen ihrer Abscheulichkeit hier nicht genannt werden können, erfordern eine gänzliche Vertilgung des Andenkens.“
„Es soll daher ein solcher Verbrecher, nachdem er ein- oder mehrjährige Zuchthausstrafe mit Willkommen und Abschied ausgestanden hat, aus dem Orte seines Aufenthalts, wo sein Laster bekannt geworden ist, auf immer verbannt, und das etwa gemißbrauchte Thier getödtet, oder heimlich aus der Gegend entfernt werden.“
„Willkommen und Abschied“ bedeutet körperliche Züchtigung bei Antritt und Ende der Haftstrafe. Unter Sodomie verstand man damals alles, was nicht den Koitus zwischen Mann und Frau darstellte. Damit war Preußen zu diesem Zeitpunkt noch Vorreiter und galt als aufklärerisch – wurde indes schon bald von anderen Ländern in der Entwicklung überholt. So stellte der französische Code pénal von 1810 nur noch solche Handlungen unter Strafe, die in die Rechte eines Dritten eingriffen, was zur vollständigen Legalisierung einvernehmlicher Sexualhandlungen zwischen Männern führte. Im Rahmen seiner Eroberungen exportierte Napoleon den Code pénal und Code civil in die annektierten linksrheinischen Gebiete, wo der Code pénal noch bis zur Einführung des Reichsstrafgesetzbuches am 1. Januar 1872 beibehalten wurde, sowie in eine Reihe anderer Staaten, zum Beispiel die Niederlande. Auch Bayern orientierte sich am französischen Vorbild und ließ in seinem Gesetzbuch von 1813 fast alle opferlosen Straftaten ersatzlos entfallen (Ausnahmen Inzest, Kuppelei). In Preußen wurde mit Wirkung vom 1. Juli 1851 der strafrechtliche Teil des Allgemeinen Landrechts durch das Strafgesetzbuch für die Preußischen Staaten ersetzt. Dort war der Tatbestand wieder genauer definiert und statt Verbannung die vorübergehende Aberkennung der bürgerlichen Ehrenrechte vorgesehen. Der § 143 besagte:
„Die widernatürliche Unzucht, welche zwischen Personen männlichen Geschlechts oder von Menschen mit Thieren verübt wird, ist mit Gefängniß von sechs Monaten bis zu vier Jahren, sowie mit zeitiger Untersagung der Ausübung der bürgerlichen Ehrenrechte zu bestrafen.“
Am 1. Juli 1853 bestätigte das Preußische Obertribunal die bisherige Rechtsauffassung, dass „gegenseitige Onanie“ zwischen Mann und Mann straflos sei. Schon 1865 reichte Karl Heinrich Ulrichs beim Deutschen Juristentag eine Petition zur Abschaffung der Strafbestimmungen ein, welche aber unterdrückt wurde. Beim Treffen des Juristentages am 29. August 1867 in München forderte Ulrichs vor 500 Zuhörern öffentlich die Abschaffung aller gegen „Urninge“ gerichteten Paragrafen, wurde jedoch durch den lauten Protest der Juristen daran gehindert, seine Rede zu beenden. Ab 1868 begannen die Beratungen zu einem Strafgesetz für den Norddeutschen Bund, und Ulrichs richtete ab Herbst 1868 zahlreiche Petitionen an die zuständigen Politiker, welche aber letztendlich unbeachtet blieben.
Angesichts der Entwicklungen in Frankreich, den besetzten Gebieten, Bayern und der Stimmen einzelner Mediziner und Juristen gab das preußische Justizministerium bei der Königlichen wissenschaftlichen Deputation für das Medizinalwesen ein Gutachten in Auftrag, der unter anderem die berühmten Ärzte Rudolf Virchow und Heinrich Adolf von Bardeleben angehörten. Am 24. März 1869 legten die Mitglieder der Deputation ihr Gutachten vor: Sie sahen es als Mediziner nicht in ihrer Kompetenz liegend, darüber zu urteilen, ob einzelne Unzuchtsakte eine besondere Unsittlichkeit oder Herabwürdigung des Menschen im Gegensatz zu anderen darstellen. Sie sahen sich außerstande, „irgend welche Gründe dafür beizubringen, dass, während andere Arten der Unzucht vom Strafgesetze unberücksichtigt gelassen werden, gerade die Unzucht mit Thieren oder zwischen Personen männlichen Geschlechts mit Strafe bedroht werden sollte“. Der § 143 des preußischen Strafgesetzbuches scheint im Entwurf des Strafgesetzbuches für den Norddeutschen Bund als § 152 auf. Neben Ulrichs wendet sich auch Karl Maria Kertbeny gegen die Strafbarkeit im Entwurf und prägt dabei die Bezeichnungen „homosexual“ und „heterosexual“. Bismarck legt 1870 dem Reichstag des Norddeutschen Bundes den vom Bundesrat beschlossenen Entwurf eines Strafgesetzbuches vor. Die Strafbarkeit gleichgeschlechtlicher Handlungen unter Männern wird mit der Rücksicht auf die öffentliche Meinung begründet:
„Denn selbst, wenn man den Wegfall dieser Strafbestimmungen vom Standpunkt der Medizin, wie durch manche der, gewissen Theorieen des Strafrechtes entnommenen Gründe rechtfertigen könnte; das Rechtsbewußtsein im Volke beurtheilt diese Handlungen nicht blos als Laster, sondern als Verbrechen, und der Gesetzgeber wird billig Bedenken tragen müssen, diesen Rechtsanschauungen entgegen Handlungen für straffrei zu erklären, die in der öffentlichen Meinung als strafwürdige gelten.“
Eine Straffreistellung würde also als gesetzlicher Missgriff getadelt werden. Die Formulierung von 1851 wird somit in das Strafgesetzbuch für den Norddeutschen Bund übernommen.

## Kaiserreich
Am 1. Januar 1872 wurde aus dem exakt ein Jahr zuvor in Kraft getretenen Strafgesetzbuch des Norddeutschen Bundes das Strafgesetzbuch des Deutschen Reichs. Damit waren beischlafähnliche Handlungen zwischen Männern auch in Bayern wieder strafbar. Nahezu wortgleich mit seinem preußischen Vorbild aus dem Jahre 1851 bestimmte der neue § 175 des Reichsstrafgesetzbuchs (RStGB):
„Die widernatürliche Unzucht, welche zwischen Personen männlichen Geschlechts oder von Menschen mit Thieren begangen wird, ist mit Gefängniß zu bestrafen; auch kann auf Verlust der bürgerliche Ehrenrechte erkannt werden.“
Die Mindeststrafe wurde gegenüber § 143 des Strafgesetzbuchs für die Preußischen Staaten von sechs Monaten auf einen Tag reduziert. Das Höchstmaß der Gefängnisstrafe wurde von vier auf fünf Jahre (allgemeines Höchstmaß gem. § 16 StGB) erhöht.

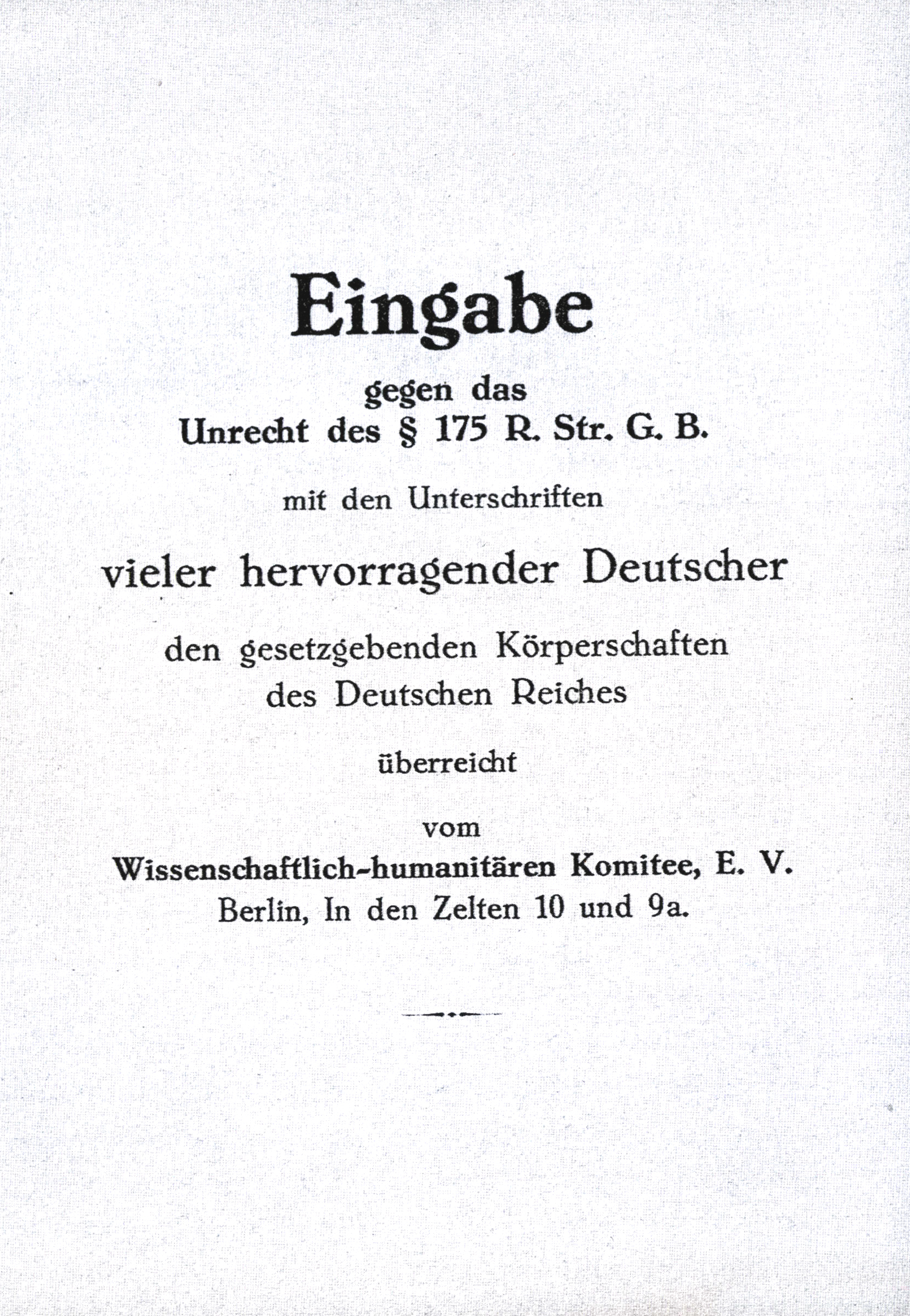
Petition des Wissenschaftlich-humanitären Komitees (1926)

Schon in den 1860er Jahren hatten Einzelpersonen wie Karl Heinrich Ulrichs und Karl Maria Kertbeny erfolglos ihre Stimme gegen den preußischen § 143 erhoben. Im Kaiserreich bildete sich mit dem 1897 gegründeten Wissenschaftlich-humanitären Komitee (WhK) nun eine Honoratioren-Bewegung, die mit der These von der angeborenen Natur der Homosexuellen gegen den § 175 vorzugehen versuchte.
Eine auf dieser Argumentation aufbauende Petition des Arztes und Wissenschaftlich-humanitäres Komitee-Vorsitzenden Magnus Hirschfeld zur Streichung des § 175 schaffte es 1897, 6.000 Unterschriften hinter sich zu versammeln. Ein Jahr später brachte sie der SPD-Vorsitzende August Bebel in den Reichstag ein. Der gewünschte Erfolg blieb jedoch aus. In den Jahren 1907 bis 1909 fanden die aufsehenerregenden Prozesse im Zusammenhang mit der Harden-Eulenburg-Affäre statt. Dies bewirkte ab 1909 bis zum Ersten Weltkrieg einen merklichen Anstieg der Verurteilungen wegen Homosexualität. Gut zehn Jahre nach der Petition von Hirschfeld plante die Regierung, den § 175 auch auf Frauen auszuweiten. In ihrem „Vorentwurf zu einem deutschen Strafgesetzbuch“ (E 1909) hieß es:
„Die Gefahr für das Familienleben und die Jugend ist die gleiche. Daß solche Fälle in der Neuzeit sich mehren, ist glaubwürdig bezeugt. Es liegt daher im Interesse der Sittlichkeit wie der allgemeinen Wohlfahrt, daß die Strafbestimmungen auch auf Frauen ausgedehnt werden.“
Der Entwurf sollte nach den Berechnungen von Experten frühestens 1917 zur Abstimmung in den Reichstag gelangen. Der Erste Weltkrieg und der Untergang des Deutschen Kaiserreichs machten ihn aber zur Makulatur.

## Weimarer Republik
Durch § 3 Gesetz zur Erweiterung des Anwendungsgebiets der Geldstrafe und zur Einschränkung der kurzen Freiheitsstrafen, das 1922 in Kraft trat, wurde zugelassen, Freiheitsstrafen unter drei Monaten in Geldstrafen umzuwandeln, wovon viele Gerichte bei Verurteilungen nach § 175 Gebrauch machten (ab 1924 befand sich diese Regelung in § 27b StGB).
Ähnlich wie im Kaiserreich scheiterte in der Weimarer Republik die von den linken Parteien angestrebte Abschaffung des § 175 an der fehlenden Mehrheit. Durch den aufsehenerregenden Prozess um den Serienmörder Fritz Haarmann im Jahre 1924 stiegen die Fallzahlen und Verurteilungen sprunghaft an und hielten sich dann auf einem höheren Niveau als vor 1914. 1927 verteilte Friedrich Radszuweit einen Aufruf zur Reform des § 175 an die Reichstagsmitglieder. Aussichtsreicher waren dagegen die Pläne einer Mitte-rechts-Regierung im Jahr 1925 zur Verschärfung des § 175. Für diesen neuen Tatbestand sollten nicht mehr nur beischlafähnliche Handlungen relevant sein, sondern auch andere Formen der homosexuellen Betätigung wie beispielsweise gegenseitige Masturbation.
Zur Begründung der beiden neuen Paragraphen beriefen sich die Verfasser auf den Schutz der Volksgesundheit:
„Dabei ist davon auszugehen, daß der deutschen Auffassung die geschlechtliche Beziehung von Mann zu Mann als eine Verirrung erscheint, die geeignet ist, den Charakter zu zerrütten und das sittliche Gefühl zu zerstören. Greift diese Verirrung weiter um sich, so führt sie zur Entartung des Volkes und zum Verfall seiner Kraft.“
Als dieser Entwurf im Jahr 1929 vom Strafrechtsausschuss des deutschen Reichstags diskutiert wurde, gelang es KPD, SPD und DDP zunächst, eine Mehrheit von 15:13 Stimmen gegen den § 296 zu mobilisieren. Dies wäre einer Legalisierung der „einfachen Homosexualität“ unter erwachsenen Männern gleichgekommen. Gleichzeitig wurde aber mit übergroßer Mehrheit – gegen nur drei Stimmen der KPD – die Einführung des neuen § 297 (sogenannte qualifizierte Fälle) beschlossen. Doch auch dieser Teilerfolg (die gewonnene Abstimmung gegen § 296), den das sexualreformerische Wissenschaftlich-humanitäre Komitee als „einen Schritt vorwärts und zwei Schritte zurück“ charakterisierte, wurde im März 1930 zunichtegemacht, als der Interparlamentarische Ausschuß für die Rechtsangleichung des Strafrechts zwischen Deutschland und Österreich mit 23:21 Stimmen den § 296 wieder in das Reformpaket aufnahm. Zu dessen Verabschiedung kam es allerdings nicht mehr, da die Präsidialkabinette der frühen 30er Jahre das parlamentarische Gesetzgebungsverfahren weitgehend zum Erliegen brachten.

## Nationalsozialismus

### Verschärfung und Tatbestände
Im Jahr 1935 verschärften die Nationalsozialisten den § 175 (Gesetz vom 28. Juni 1935, in Kraft getreten am 1. September 1935): Durch Streichung des Adjektivs „widernatürlich“ wurde die traditionsreiche Beschränkung auf „beischlafähnliche Handlungen“ (als Umschreibung für eine Reihe von Sexualpraktiken wie den sogenannten Schenkelverkehr) aufgehoben. Der Straftatbestand galt nun als erfüllt, wenn „objektiv das allgemeine Schamgefühl verletzt und subjektiv die wollüstige Absicht vorhanden war, die Sinneslust eines der beiden Männer oder eines Dritten [zu] erregen“.
Dies bedeutete, dass nunmehr jede unzüchtige Handlung zwischen Männern belangt werden konnte, soweit mit ihr eine „wollüstige Absicht“ verknüpft war. Das schloss nicht nur die bislang straffreie wechselseitige Masturbation ein. Theoretisch sollte nun bereits das „bloße Anschauen des geliebten Objekts“ oder das „bloße Berühren“ dafür ausreichen, bestraft zu werden. Auch das bisher straffreie „Streicheln, Umarmen, Küssen u. dgl.“ wurde nun mit Gefängnis bedroht.
Besonders problematisch war die Tatsache, dass allein ein Verdacht nun ausreichend war, um Betroffene zu bis zu 10 Jahren Gefängnis zu verurteilten. Diese Klausel wurde bewusst missbraucht, um unliebsame Regimegegner wegzusperren, die man aus Mangel an Beweisen nicht auf einer politischen Grundlage verhaften konnte.
Zusätzlich wurde – ähnlich wie bereits 1925 geplant – ein neuer § 175a geschaffen, der sogenannte qualifizierte Fälle als „schwere Unzucht“ mit Zuchthaus zwischen einem und zehn Jahren bestrafte. Hierzu zählten:
1. mit Gewalt oder durch Gewaltandrohung erzwungene homosexuelle Handlungen (Vergewaltigung),
2. die Ausnutzung eines Abhängigkeitsverhältnisses,
3. Verführung von Männern unter 21 Jahren durch Männer über 21 Jahre
4. die männliche Prostitution.

Die „widernatürliche Unzucht mit Tieren“ wurde nach § 175b ausgelagert.

### Offizielle Begründung
In der amtlichen Begründung wurde die Novellierung des § 175 mit dem Interesse an „der sittlichen Gesunderhaltung des Volkes“ gerechtfertigt, denn „erfahrungsgemäß“ habe Homosexualität die „Neigung zu seuchenartiger Ausbreitung“ und übe „einen verderblichen Einfluß“ auf die „betroffenen Kreise“ aus. Schon kurz nach dem „Röhm-Putsch“ hatte Prof. Wenzeslaus von Gleispach die geplante Verschärfung mit einer drohenden „Verfälschung des öffentlichen Lebens“ begründet und damit Himmlers Bedrohungsszenario, Homosexuelle könnten den nationalsozialistischen ‚Männerstaat‘ unterwandern und zerstören, übernommen: „Durch die Duldung der männlichen Homosexualität würde sich eine Verfälschung der Auffassungen und der Grundlage ergeben, auf der unser ganzes gesellschaftliches Leben ruht. Ein homosexueller Mann kann z. B. in seiner Betätigung im Amt durch Motive beherrscht werden, die nicht vorausgesehen werden können. Er ist sozusagen eine Frau im männlichen Gewand. Daraus entsteht das, was ich als Verfälschung des öffentlichen Lebens bezeichnen möchte.“
Tatsächlich war die Novellierung eine Spätfolge des sogenannten Röhm-Putsches, der von den Nationalsozialisten auch dazu genutzt wurde, ihr Ansehen in der wertkonservativen und vor allem katholischen Bevölkerung reinzuwaschen. Denn nach der Ermordung Röhms war die Bahn frei für die von Himmler angestrebte Verfolgungspolitik. Im Dezember 1934 begann die Gestapo in Berlin, Razzien auf Homosexuelle durchzuführen. In den folgenden Monaten wurden hunderte, wahrscheinlich sogar mehrere tausend homosexuelle Männer verhaftet und in die frühen Konzentrationslager Columbiahaus und Lichtenburg deportiert. Doch den meisten verhafteten Homosexuellen konnte man keine strafbaren Handlungen im Sinne des Paragrafen nachweisen, denn dieser kriminalisierte nur „beischlafähnliche Handlungen“, die wechselseitige Onanie war dagegen straffrei. Viele der Verhafteten räumten Letztere bei ihren Vernehmungen ein, bestritten aber weitergehende Handlungen. Juristisch konnte man sie so nicht belangen. Aufgrund der Verfolgungsmaßnahmen der Gestapo sah das Reichsjustizministerium sich zum Handeln veranlasst. Seit März 1935 kam es zu mehreren Treffen, deren Ziel es war, den § 175 zu verschärfen. So erklärt der Geheime Regierungsrat Dr. Leopold Schäfer später, „üble Erfahrungen der letzten Zeit“ hätten es „angezeigt erscheinen lassen, die für die allgemeine Erneuerung des Strafrechts in Aussicht genommenen Verschärfungen der Vorschriften gegen die gleichgeschlechtliche Unzucht zwischen Männern vorweg in Kraft zu setzen“. Der größte „Mangel“ des alten Paragrafen sei es gewesen, dass „nur beischlafähnliche Handlungen getroffen wurden, so dass Staatsanwaltschaft und Polizei gegen offensichtlichen gleichgeschlechtlichen Liebesverkehr zwischen Männern nicht einschreiten konnten, wenn sie solche Handlungen nicht nachweisen konnten“.

### Anwendung bei Frauen
Auf eine Kriminalisierung der lesbischen Sexualität wurde bei der Strafrechtsverschärfung von 1935 dagegen ganz bewusst verzichtet. Strafbar war weiterhin nur die männliche Homosexualität und die Unzucht mit Tieren. Dass Frauen in Einzelfällen tatsächlich nach § 175 verurteilt wurden, wie die Historikerin Claudia Schoppmann anmerkt, hatte, anders als sie insinuiert, nichts mit weiblicher Homosexualität zu tun. Denn „eine Frau“ konnte „an der Tat des Mannes als Anstifterin oder Gehilfin teilnehmen“. Möglich war auch eine Verurteilung wegen „Unzucht mit Tieren“, bis 1935 nach § 175, dann nach dem neu geschaffenen § 175b. Schon vor 1933 wurden Frauen regelmäßig nach § 175 verurteilt, wobei die Unzucht mit Tieren die Hauptursache war. Zwischen 1920 und 1930 gingen zehn von insgesamt zwölf Verurteilungen weiblicher Personen darauf zurück. Auch für die Jahre 1933 bis 1943 sind entsprechende Statistiken überliefert: Demnach wurden in dieser Zeit 23 Frauen nach den §§ 175ff. verurteilt. Darunter waren mindestens acht Fälle von Unzucht mit Tieren, die die Statistik nur für die Jahre 1933 bis 1936 gesondert auswies.

### Anzahl der Verurteilten und Anwendung bei Männern
Die Verschärfung zog eine Verzehnfachung der Verurteilungen von 801 (1932) auf über 8.000 (1937 und 1938) nach sich. Allein zwischen 1937 und 1939 wurden fast 100.000 Männer in der geheimen „Reichszentrale zur Bekämpfung der Homosexualität und Abtreibung“ erfasst. Insgesamt wurden im Deutschen Reich zwischen 1933 und 1945 knapp 50.000 Männer wegen Homosexualität abgeurteilt. Nach Angaben der Antidiskriminierungsstelle des Bundes wurden etwa 15.000 Personen in Konzentrationslagern inhaftiert, wo sie durch einen rosa Winkel gekennzeichnet wurden. Nicht staatliche Quellen setzen den Anteil der KZ-Häftlinge mit 5.000 bis 6.000 deutlich niedriger an.
Die in früheren Forschungsarbeiten vertretene These, dass Homosexuelle besonders häufig denunziert worden seien, wird durch eine neue Forschungsarbeit von Alexander Zinn relativiert. So lassen sich die für die Metropolen Berlin und Hamburg ermittelten Denunziationsquoten von bis zu 40 Prozent nicht auf das gesamte Reichsgebiet übertragen. Realistischer erscheint nach Zinns Ergebnissen eine Denunziationsquote von zehn bis zwanzig Prozent. Gleichwohl kam es offenbar gerade in Großstädten immer wieder auch zu Anzeigen durch Unbeteiligte. So bekam die Gestapo 1938 zum Beispiel folgenden anonymen Brief:

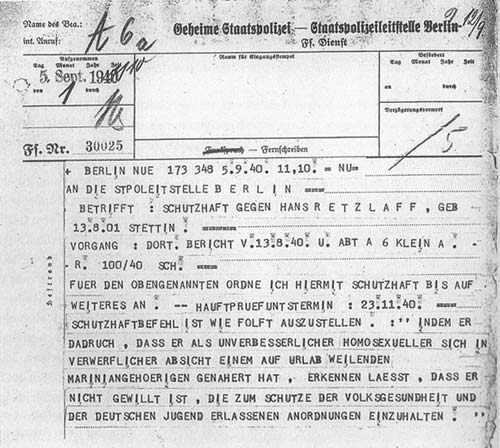
Fernschreiben der Gestapo mit Anordnung der Schutzhaft gegen einen „unverbesserlichen Homosexuellen“

„Wir – ein großer Teil des Künstlerblockes am Barnayweg – bitten dringend, den als Untermieter bei Frau F… wohnenden Herrn B. zu beobachten, der in auffallender Weise täglich jugendliche Burschen bei sich hat. So geht das nicht weiter… Wir bitten herzlichst, die Sache weiter zur Beobachtung zu geben.“
Die Verschärfung eröffnete zugleich die einfache Möglichkeit, politisch Andersdenkende unter dem Vorwand der Homosexualität zu diffamieren und strafrechtlich zu verfolgen. Diese Instrumentalisierung des Strafrechts zur politischen Verfolgung erfolgte nicht nur in Einzelfällen, sondern auch im Zuge systematischer „Säuberungen“ wie beispielsweise den Dresdner Prozessen. Bei dieser Verfolgungsmassnahme wurden etwa 300 oppositionelle Sudetendeutsche, die sich gegen die Eingliederung des Sudetenlandes in das Deutsche Reich eingesetzt hatten, unter dem Vorwurf homosexueller Verfehlungen 1939 inhaftiert und in vielen Fällen anschließend vom Landgericht Dresden zu Haftstrafen verurteilt oder in Schutzhaft genommen. 
Im Unterschied zur Kriminalpolizei konnte die Gestapo jederzeit Schutzhaft gegen schwule Männer anordnen. Diese Willkürmaßnahme wurde z. B. nach einem Freispruch angewandt oder wenn die bereits verbüßte Haftstrafe als zu milde bewertet wurde. Die Kriminalpolizei verfügte stattdessen über das Mittel der Vorbeugehaft. Hiervon betroffen waren sogenannte gefährliche Sittlichkeits- sowie Berufsverbrecher. Ein Runderlass des Reichssicherheitshauptamtes vom 12. Juli 1940 bestimmte pauschal, „alle Homosexuellen, die mehr als einen Partner verführt haben, nach ihrer Entlassung aus dem Gefängnis in polizeiliche Vorbeugungshaft zu nehmen“. Nur ca. 40 Prozent jener Männer, die aufgrund eines Vorbeugungs- oder Schutzhaftbefehls in ein Konzentrationslager eingewiesen und mit dem grünen oder dem rosa Winkel gekennzeichnet wurden, gelang es, das Lagersystem zu überleben. Einige von ihnen wurden nach ihrer Befreiung durch die Alliierten zurück an ein Gefängnis überstellt, weil sie ihre Freiheitsstrafe nach dem weiterhin gültigen § 175 noch nicht vollständig verbüßt hatten.

## Nachkriegszeit

### Entwicklung in der sowjetischen Besatzungszone und der Deutschen Demokratischen Republik

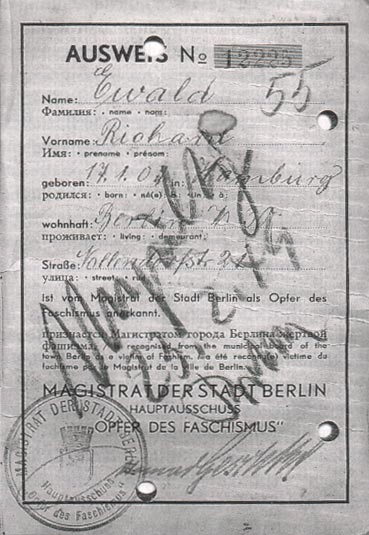
Für ungültig erklärter OdF-Ausweis; der Magistrat von Ost-Berlin verweigerte Rosa-Winkel-Häftlingen die Anerkennung als „Opfer des Faschismus“

In der Sowjetischen Besatzungszone (SBZ) war die Rechtsentwicklung uneinheitlich. Während die Regierung von Thüringen 1945 eine Abmilderung der §§ 175 und 175a beschloss, die in etwa dem Strafrechtsentwurf von 1925 entsprach, galt in den anderen Ländern die Fassung von 1935 unverändert fort. 1946 riet der Juristische Prüfungsausschuss des Magistrats von Groß-Berlin zwar, den „§ 175 StGB in ein neues Strafrecht nicht zu übernehmen“, diese Empfehlung blieb jedoch folgenlos. Für Sachsen-Anhalt entschied das Oberlandesgericht Halle im Jahr 1948, dass die §§ 175 bis 175b typisch nationalsozialistisches Unrecht seien, weil sie eine fortschrittliche Rechtsentwicklung abgebrochen und in ihr Gegenteil verkehrt hätten. Homosexuelle Handlungen seien daher ausschließlich nach dem Strafrecht der Weimarer Republik zu verurteilen.
Ein Jahr nach der Republikgründung von 1949 entschied das Kammergericht (Ost-)Berlin für die gesamte Deutsche Demokratische Republik, dass der § 175 in der alten, bis 1935 gültigen Fassung anzuwenden sei. Jedoch hielt es im Unterschied zum OLG Halle unverändert am neuen § 175a fest, weil er dem Schutz der Gesellschaft gegen „sozialschädliche homosexuelle Handlungen qualifizierter Art“ diene. 1954 entschied dasselbe Gericht, dass § 175a im Unterschied zu § 175 keine beischlafähnlichen Handlungen voraussetzt. Unzucht sei jede zur Erregung der Geschlechtslust vorgenommene Handlung, „die das Sittlichkeitsgefühl unserer Werktätigen verletzt“.
Durch § 8 Strafrechtsergänzungsgesetz wurde zum 1. Februar 1958 die Strafverfolgung für geringfügige Vergehen ausgeschlossen, wenn die Tat mangels schädigender Folgen keine Gefahr für die sozialistische Gesellschaft darstellte. Dies setzte den § 175 faktisch außer Kraft, da das Kammergericht (Ost-)Berlin urteilte, „daß bei allen unter § 175 alter Fassung fallenden Straftaten weitherzig von der Einstellung wegen Geringfügigkeit Gebrauch gemacht werden soll“. Homosexuelle Handlungen unter Erwachsenen blieben daher ab Ende der 1950er Jahre straffrei.
1968 gab sich die Deutsche Demokratische Republik ein eigenes Strafgesetzbuch. In ihm wurde nurmehr jeder Bezug zu § 175 des bisher gültigen StGB nicht mehr erwähnt. Nur ein neuer § 151 StGB-DDR sah nunmehr (nur) eine Freiheitsstrafe bis zu drei Jahren oder Verurteilung auf Bewährung für einen Erwachsenen vor, der mit einem Jugendlichen gleichen Geschlechts „sexuelle Handlungen vornimmt“. Aufgrund der nicht länger geschlechtsbezogenen Formulierung erfasste das Strafgesetz nun auch Sex zwischen Frauen und Mädchen unter 18 Jahren.
Am 11. August 1987 hob das Oberste Gericht der Deutschen Demokratischen Republik ein Urteil wegen § 151 mit der Begründung auf, dass „Homosexualität ebenso wie Heterosexualität eine Variante des Sexualverhaltens darstellt. Homosexuelle Menschen stehen somit nicht außerhalb der sozialistischen Gesellschaft, und die Bürgerrechte sind ihnen wie allen anderen Bürgern gewährleistet.“ Ein Jahr später strich die Volkskammer der Deutschen Demokratischen Republik in ihrem 5. Strafrechtsänderungsgesetz vom 14. Dezember 1988 den § 151 ersatzlos. Das Gesetz trat am 1. Juli 1989 in Kraft.
Von diesem Zeitpunkt an galt allein § 149 StGB-DDR (Einfacher Mißbrauch), der einheitlich für homo- und heterosexuelle Erwachsener mit Jugendlichen zwischen 14 und 16 Jahren Freiheitsstrafe bis zu zwei Jahren oder Verurteilung auf Bewährung androhte, wenn der Erwachsene den Jugendlichen „unter Ausnutzung der moralischen Unreife durch Geschenke, Versprechen vor Vorteilen oder in ähnliche Weise dazu mißbraucht, mit ihm Geschlechtsverkehr auszuüben oder geschlechtsverkehrsähnliche Handlungen vorzunehmen.“

### Entwicklung in den Westzonen und der Bundesrepublik bis 1990
Schon vor der Gründung der Bundesrepublik hatte in den westlichen Besatzungszonen kaum ein Zweifel an der Fortgeltung der §§ 175 und 175a in ihrer Fassung von 1935 bestanden. 1949 wurde nun auch offiziell alles bis dahin geltende Recht übernommen, „soweit es dem Grundgesetz nicht widerspricht“ (Art. 123 Abs. 1 GG). In einer Reihe von Entscheidungen schloss sich der Bundesgerichtshof hinsichtlich der Auslegung des § 175 der Rechtsprechung der Zeit des Nationalsozialismus an, wonach der Tatbestand der Unzucht keine gegenseitige Berührung voraussetzt. Bestraft werden könne auch gleichzeitige Masturbation oder das Zuschauen beim Triolenverkehr. Allerdings wurde aus dem Merkmal „Treiben“ abgeleitet, dass das Handeln „stets eine gewisse Stärke und Dauer haben“ müsse. Auf dieser Grundlage kam es zwischen 1950 und 1969 zu mehr als 100.000 Ermittlungsverfahren und etwa 50.000 rechtskräftigen Verurteilungen.
Die Artikel 2 und 3 des Grundgesetzes, die eigentlich die „freie Entfaltung der Persönlichkeit“ und die „Gleichberechtigung der Geschlechter“ garantieren, bildeten allerdings zusammen mit den gegen männliche Homosexualität gerichteten Strafbestimmungen ein gesetzgeberisches Spannungsfeld, das für die Homophilenbewegung die Rahmenbedingungen schuf, sich aktiv gegen die Kriminalisierung von Homosexualität zu wenden.
Während einige Richter große Bedenken hatten, den ihrem Rechtsempfinden widersprechenden § 175 anzuwenden – so verurteilte 1951 das Landgericht Hamburg zwei homosexuelle Männer lediglich zu einer Ersatzgeldstrafe von 3 DM –, legten andere besonderen Wert auf die Strafverfolgung durch die einschlägigen Dezernate der Kriminalämter. Viele Anklagen, insbesondere die Verhaftungs- und Prozesswelle in Frankfurt am Main 1950/51, hatten erschütternde Folgen:
„Ein Neunzehnjähriger springt vom Goetheturm, nachdem er eine gerichtliche Vorladung erhalten hat, ein anderer flieht nach Südamerika, ein weiterer in die Schweiz, ein Zahntechniker und sein Freund vergiften sich mit Leuchtgas. Insgesamt werden sechs Selbstmorde bekannt. Viele der Beschuldigten verlieren ihre Stellung.“
Die Frankfurter Prozessserie, die zwar deutliche Kontinuitäten zur NS-Zeit aufweist, aber auch unter den neuen Vorzeichen der Ära Adenauer stattfand, wurde maßgeblich vonseiten der Frankfurter Staatsanwaltschaft durch die Instrumentalisierung des Strichjungen Otto Blankenstein als Kronzeugen initiiert.
Im September 1951 brachte der Bonner Amtsgerichtsrat Richard Gatzweiler im römisch-katholischen Volkswartbund sein erstes Pamphlet zum Thema Homosexualität heraus, in dem er quasi eine Verschärfung der Vorgehensweise und die Strafbarkeit weiblicher Homosexualität forderte. Mit der biblischen Metapher „Was soll man aber mit einem Baum tun, dem die Fruchtbarkeit versagt ist?“ und anderen Aussagen näherte er sich dem nationalsozialistischen Sprach- und Argumentationsgebrauch. Auch hielt er die Suizide im Zuge der Frankfurter Ermittlungen letzten Endes für durchaus gerechtfertigt und wünschenswert. Viele kirchliche Gemeindeblätter verbreiteten seine Ideen. Im selben Monat sprach sich beim 39. Deutschen Juristentag in Stuttgart eine knappe Mehrheit (14:11 Stimmberechtigte bei 300 Teilnehmern) für Straflosigkeit nach § 175 und für eine Neufassung des § 175a aus.
1952 bzw. 1954 reichten zwei Männer Verfassungsbeschwerde ein mit der Begründung, die §§ 175 und 175a seien schon allein deshalb nichtig, weil sie auf der Grundlage des Ermächtigungsgesetzes erlassen worden seien. Außerdem verstießen sie gegen den Grundsatz der Gleichbehandlung der Geschlechter (Art. 3 Abs. 2 und 3 GG) und das Grundrecht auf freie Entfaltung der Persönlichkeit (Art. 2 Abs. 1 GG). Am 10. Mai 1957 wies das Bundesverfassungsgericht die Beschwerde zurück. Die beiden Strafbestimmungen seien „formell ordnungsgemäß erlassen“ worden und „nicht in dem Maße ‚nationalsozialistisch geprägtes Recht‘“, dass ihnen „in einem freiheitlich-demokratischen Staate die Geltung versagt werden müsse“. Die unterschiedliche Behandlung männlicher und weiblicher Homosexualität wurde auf biologische Gegebenheiten und das „hemmungslose Sexualbedürfnis“ des homosexuellen Mannes zurückgeführt. Als zu schützendes Rechtsgut wurden „die sittlichen Anschauungen des Volkes“ genannt, die sich maßgeblich aus den Lehren der „beiden großen christlichen Konfessionen“ speisten.
Ein 1962 vorgelegter Regierungsentwurf eines Strafgesetzbuchs für die Bundesrepublik Deutschland rechtfertigte – entgegen dem Vorschlag der Großen Strafrechtskommission von 1959 (wo Vertreter von CDU/CSU selten anwesend waren) – die Beibehaltung der Strafbarkeit homosexueller Handlungen wie folgt:
„Vor allem stände auch für die Homosexuellen nichts im Wege, ihre nähere Umgebung durch Zusammenleben in eheähnlichen Verhältnissen zu belästigen. […] Ausgeprägter als in anderen Bereichen hat die Rechtsordnung gegenüber der männlichen Homosexualität die Aufgabe, durch die sittenbildende Kraft des Strafgesetzes einen Damm gegen die Ausbreitung eines lasterhaften Treibens zu errichten, das, wenn es um sich griffe, eine schwere Gefahr für eine gesunde und natürliche Lebensordnung im Volke bedeuten würde.“
und meinte weiterhin:
„Die von interessierten Kreisen in den letzten Jahrzehnten wiederholt aufgestellte Behauptung, dass es sich bei dem gleichgeschlechtlichen Verkehr um einen natürlichen und deshalb nicht anstößigen Trieb handele, kann nur als Zweckbehauptung zurückgewiesen werden. […] Wo die gleichgeschlechtliche Unzucht um sich gegriffen und großen Umfang angenommen hat, war die Entartung des Volkes und der Verfall seiner sittlichen Kraft die Folge.“
Allerdings schlug der Entwurf von 1962 (ebenso wie der fast identische Entwurf von 1960) vor, bei über 21-jährigen nur noch beischlafähnliche homosexuelle Handlungen zu bestrafen, bei Ausnutzung eines Abhängigkeitsverhältnisses und bei Gewerbsmäßigkeit sollte die Einschränkung nicht gelten (jeweils §§ 216 und 217 der Entwürfe). Damit wäre die bis 1935 angewandte Auslegung der alten Fassung des § 175 wiederhergestellt worden (abgesehen von den damals nicht bestehenden Ausnahmen).
Ab 1965 zeichnete sich der allgemeine Wertewandel in der Gesellschaft auch zunehmend in der Statistik der Verurteilungen durch sinkende Zahlen ab. Auch die Verhaftung (1966) von und der Prozess (1967) gegen Jürgen Bartsch hinterließen keine sichtbaren Spuren in der Statistik, im Gegensatz zu Haarmann, dessen Opfer auch älter waren.
Durch das 1. StrRG vom 25. Juni 1969 wurde kurz vor Ende der Großen Koalition von Bundeskanzler Kiesinger der § 175 reformiert, indem das Totalverbot aufgehoben wurde und nur noch die qualifizierten Fälle (Sex mit einem noch nicht 21-jährigen, homosexuelle Prostitution und Ausnutzung eines Dienst-, Arbeits- oder Unterordnungsverhältnisses) erhalten blieben, die vorher durch § 175a geregelt worden waren. Wie dieser entfiel nun auch § 175b (Sodomie). Die Änderungen traten am 1. September 1969 in Kraft, weshalb die Zeit bis zum Aufkommen der heutigen Schwulenbewegung ab 1970 (Gründung der „Homosexuellen Aktionsgruppe Bochum“ (HAG)) auch „Nachseptember“ genannt wird. Die Änderung führte jedoch zu merkwürdigen Fallgruppen: Waren beide über 21 (damals Alter der Volljährigkeit) oder unter 18 Jahre alt, so war es straffrei. War einer über 21, der andere unter 21 Jahre, so wurde nur der Ältere bestraft. Waren beide zwischen 18 und 21 Jahre alt, so machten sie sich jedoch beide strafbar. Das Gericht konnte für noch nicht 21-jährige von einer Strafe absehen, was die Lage entschärfte.

„Man male sich die Folgen aus: Zwei gleichaltrige Freunde dürfen gleichgeschlechtliche Beziehungen miteinander pflegen, bis sie achtzehn Jahre alt werden, dann müssen sie drei Jahre pausieren, und nach Vollendung des 21. Lebensjahres dürfen sie ihre Beziehungen wieder aufnehmen. […] Man darf vermuten, dass der Gesetzgeber auf kaltem Wege das heiß umstrittene Sonderrecht für die Bundeswehr einschmuggeln wollte. So aber geht es nicht.“

Am 23. November 1973 führte das Kabinett Brandt II (eine sozialliberale Koalition) eine umfassende Reform des Sexualstrafrechts durch. Der entsprechende Abschnitt im StGB wurde von „Verbrechen und Vergehen wider die Sittlichkeit“ in „Straftaten gegen die sexuelle Selbstbestimmung“ umbenannt. Ebenso wurde der Begriff der Unzucht durch den der „sexuellen Handlungen“ ersetzt. Im § 175 blieb nur noch der Sex mit Minderjährigen als qualifizierendes Merkmal zurück, wobei man das sogenannte Schutzalter von 21 auf 18 Jahre absenkte. Noch am 2. Oktober 1973 entschied das Bundesverfassungsgericht in einem Beschluss (unter Verweis auf das laufende Reformvorhaben), dass die Strafbarkeit homosexueller Handlungen von Männern über 18 Jahre mit Männern unter 18 Jahren verfassungskonform sei. Ab 1975 kam es jährlich nur mehr zu maximal 200 Verurteilungen.
Sexuelle Kontakte zwischen Frauen fanden im Strafgesetzbuch keine Erwähnung. Für Mädchen galt ein Schutzalter von 14 Jahren. Mit dem damaligen § 182 konnte auf Antrag eines Erziehungsberechtigten die Verführung eines Mädchens zwischen Jahren 14 und 16 durch einen Mann zum Beischlaf mit Freiheitsstrafe bis zu einem Jahr oder mit Geldstrafe bestraft werden. War der Mann noch nicht 21 Jahre alt, konnte das Gericht von Strafe absehen.
In der Kommentierung zu § 175 wurde ab 1973 bis in die 80er Jahre als zu schützendes Rechtsgut die ungestörte sexuelle Entwicklung des männlichen Jugendlichen angegeben. Dies entsprach auch der Begründung der Bundesregierung im Entwurf des Vierten Gesetzes zur Reform des Strafrechts (4. StrRG). Seitens des Gesetzgebers ging man folglich davon aus, dass der männliche Jugendliche einen bleibenden Schaden erleiden könne, wenn er sexuellen Kontakt zu einem Mann hat, selbst dann, wenn dies in beiderseitigem, vollen Einvernehmen geschieht. Dieser Denkansatz entsprach der sogenannten Prägungs- bzw. Verführungstheorie, wonach sich Homosexualität auch dadurch spontan verbreite, dass Jugendliche von Erwachsenen verführt werden.
Das Wahlprogramm der FDP zur Bundestagswahl 1980 forderte, „um Homosexuelle rechtlich und gesellschaftlich gleichzustellen“, § 175 zu streichen. Für den Schutz von Kindern und Abhängigen reichen die übrigen Strafbestimmungen aus. Die FDP konnte diese Forderung in den Verhandlungen zur Regierungsbildung (Kabinett Schmidt III) nicht durchsetzen.
Am 9. März 1989 brachten 40 Abgeordnete und die Fraktion Die Grünen einen Gesetzentwurf zur ersatzlosen Streichung des §§ 175 StGB im Deutschen Bundestag ein, der jedoch sowohl von der Regierungskoalition aus CDU und FDP als auch von der SPD abgelehnt wurde.

## Entwicklungen nach 1990

### Streichung des § 175
Die deutsche Wiedervereinigung änderte zunächst nichts an der unterschiedlichen Behandlung der Homosexualität in Ost und West. Der Einigungsvertrag setzte zwar das Bundes-StGB im Beitrittsgebiet in Kraft, jedoch mit der Maßgabe, dass u. a. §§ 175, 182 und 236 (Entführung mit Willen der Entführten) nicht anzuwenden seien (Anlage I Kap. III Sachgebiet C Abschnitt III Nr. 1) und u. a. §§ 149, 153–155 StGB-DDR in Kraft blieben (Anlage II Kap. III Sachgebiet C Abschnitt I Nr. 1). Im Jahr 1994 beschloss der Bundestag mit dem 29. Strafrechtsänderungsgesetz die ersatzlose Aufhebung des § 175 StGB. Das absolute Schutzalter für sexuelle Handlungen wurde einheitlich auf 14 Jahre festgelegt (Sexueller Missbrauch von Kindern, § 176 StGB); zusätzlich wurde für besondere Fälle der Sexuelle Missbrauch von Jugendlichen (§ 182 StGB) mit einem relativen Schutzalter von 16 Jahren ausgeweitet und geschlechtsneutral formuliert. Ein Verstoß gegen § 182 Abs. 3 StGB wird gemäß § 182 Abs. 5 StGB im Gegensatz zu einem Verstoß gegen § 176 StGB grundsätzlich nur auf Antrag verfolgt (relatives Antragsdelikt), es sei denn, dass die Staatsanwaltschaft ein besonderes öffentliches Interesse an der Strafverfolgung als gegeben ansieht.
Gemäß § 182 Abs. 4 StGB kann das Gericht von Strafe absehen, wenn das Unrecht der Tat als gering eingeschätzt wird. Als problematisch gilt die Fülle unbestimmter Rechtsbegriffe im § 182 StGB, die der Rechtssicherheit abträglich sein könnte. Ähnlich wie beim § 207b des österreichischen Strafgesetzbuches (siehe auch Homosexualität in Österreich) wird von vielen die Gefahr gesehen, dass vom sozialen Umfeld unerwünschte Beziehungen hiermit kriminalisiert werden könnten. Andersherum ist der Schutz Jugendlicher vor sexuellem Missbrauch in den neuen Fassungen nicht mehr durchweg gewährleistet.

### Teilweise Rehabilitierung der Verurteilten
Symbolisch auf den 17. Mai (Zahlenspiel: 17.5.) gelegt, beschloss der Bundestag im Jahr 2002 gegen Stimmen von CDU/CSU und FDP eine Ergänzung zum Gesetz zur Aufhebung nationalsozialistischer Unrechtsurteile in der Strafrechtspflege (BGBl. 2002 I S. 2714). Damit wurden Verurteilungen wegen homosexueller Handlungen und wegen Fahnenflucht in der Zeit des Nationalsozialismus für nichtig erklärt. Die Lesben- und Schwulenbewegung kritisierte, dass der Bundestag die Urteile nach 1945 unangetastet ließ, obwohl die Rechtsgrundlage bis 1969 die gleiche war.
Anträge, der Bundestag möge hinsichtlich dieser Urteile die Bundesregierung zur Vorlage eines Gesetzentwurfs für ihre Aufhebung und die Entschädigung der Verurteilten auffordern, welche die Bundestagsfraktion Bündnis 90/Die Grünen und die Linksfraktion 2008/09 im Bundestag einbrachten, wurden von diesem am 6. Mai 2009 mit den Stimmen der Regierungsparteien und der FDP abgelehnt. Am 12. Oktober 2012 beschloss nunmehr jedoch der Bundesrat auf Antrag der Länder Berlin, Brandenburg, Hamburg und Nordrhein-Westfalen eine Aufforderung an die Bundesregierung, „Maßnahmen zur Rehabilitierung und Unterstützung für die nach 1945 in beiden deutschen Staaten wegen einvernehmlicher homosexueller Handlungen Verurteilten vorzuschlagen.“ Die Bundesregierung griff das Thema jedoch zunächst nicht mehr auf, und der Bundestag lehnte die im selben Zeitraum eingereichten Anträge der Bundestagsfraktion Bündnis 90/Die Grünen und der Linksfraktion ab.

### Rehabilitierung weiterer Verurteilter: Gesetz von 2017
Am 22. März 2017 beschloss das Bundeskabinett einen Gesetzentwurf zur Aufhebung der Urteile, die aufgrund des § 175 StGB gefällt wurden, und zur Entschädigung der noch lebenden Verurteilten. Der Gesetzentwurf wurde am 22. Juni 2017 in zweiter und dritter Beratung im Bundestag verabschiedet. Rehabilitiert wurden auf Drängen der CDU lediglich jene Delinquenten, deren Sexualpartner seinerzeit mindestens 16 Jahre alt gewesen waren. Die Einschränkung wurde in der SPD kritisiert, da die ursprünglich vorgesehene Altersgrenze dem geltenden allgemeinen Schutzalter von 14 Jahren entsprochen hatte, jedoch stimmte die Fraktion dem Gesetzentwurf zu.
Am 22. Juli 2017 trat das Gesetz zur strafrechtlichen Rehabilitierung der nach dem 8. Mai 1945 wegen einvernehmlicher homosexueller Handlungen verurteilten Personen (StrRehaHomG) in Kraft. Neben der Aufhebung bzw. Teilaufhebung von Urteilen, regelt das Gesetz auch die entsprechenden Ansprüche auf Entschädigung. Anträge auf Entschädigung können bis zum 21. Juli 2027 gestellt werden.
Das Bundesjustizministerium schätzte Mitte 2017 die Zahl der noch lebenden Opfer der Strafnorm auf rund 5000. Sie sollen mit 3000 Euro pro Urteil und 1500 Euro pro angefangenem Jahr eines Freiheitsentzugs entschädigt werden. Zum Vergleich: Nach dem Gesetz über die Entschädigung für Strafverfolgungsmaßnahmen erhielten zu Unrecht Inhaftierte von 2009 bis 2020 eine Haftentschädigung von 25 € pro Tag, also rund 9.100 € pro vollem Jahr; seit 2020 beträgt die Haftentschädigung 75 € pro Tag, also rund 27.400 € pro vollem Jahr.

## Grafische Darstellung der Statistik

1.: 1902–1918, 2.: 1919–1933, 3.: 1933–1941, 4.: 1950–1987

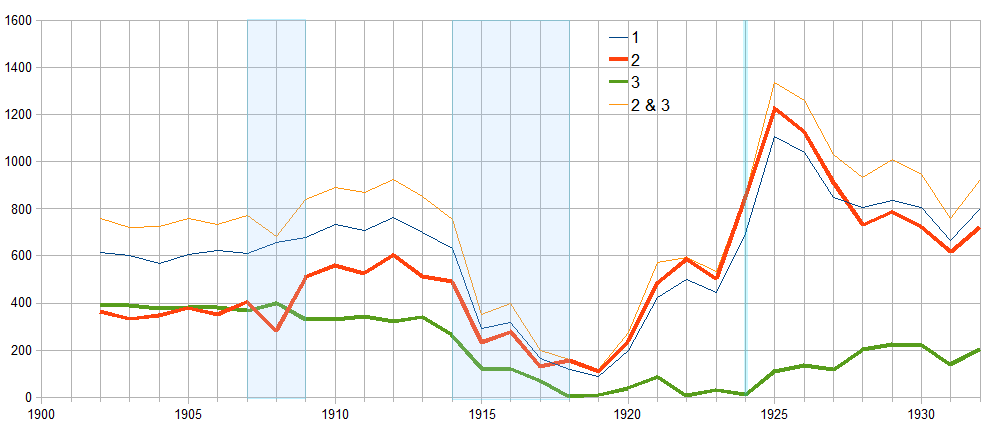
Aburteilungen und Verurteilungen nach § 175, 1902–1932
Verurteilte wegen Homosexualität und Sodomie
Abgeurteilte (Verurteilung, Einstellung, Freispruch etc.) wegen Homosexualität
Abgeurteilte (Verurteilung, Einstellung, Freispruch etc.) wegen Sodomie
Summe der Abgeurteilten wegen Homosexualität und Sodomie

| Zeitraum  | Homosexualität Sodomie | Epoche                                                       | Besonderes Ereignis |
| --------- | ---------------------- | ------------------------------------------------------------ | --- |
| 1902–1918 | H & S                  | 1907–1909 Harden-Eulenburg-Affäre 1914–1918 Erster Weltkrieg | |
| 1919–1933 | H & S                  | Weimarer Republik                                            | 1924 Fritz Haarmann |
| 1933–1941 | H & S                  | „Drittes Reich“                                              | 1935 Verschärfung |
| 1950–1969 | H                      | Nur Bundesrepublik                                           | 1957 Abweisung Verfassungsbeschwerde 1965 Gesellschaftlicher Wertewandel (z. B. Zweites Vatikanisches Konzil, Pillenknick, 68er-Bewegung) |
| 1970–1987 | H                      | Nur Bundesrepublik                                           | Nur mehr männliche Erwachsene mit männlichen Jugendlichen                                                                                 |

## Wortlaut der Fassungen des § 175 und der Vorbestimmungen

### Constitutio Criminalis Carolina von 1532
Straff der vnkeusch, so wider die natur beschicht
116.
Item so eyn mensch mit eynem vihe, mann mit mann, weib mit weib, vnkeusch treiben, die haben auch das leben verwürckt, vnd man soll sie der gemeynen gewonheyt nach mit dem fewer vom leben zum todt richten.

### Allgemeines Landrecht für die Preußischen Staaten vom 5. Februar 1794
Zweyter Theil
Zwanzigster Titel. Von den Verbrechen und deren Strafen. (§§ 1–1577)
Zwölfter Abschnitt: Von fleischlichen Verbrechen (§§ 992 ff.). Unnatürliche Sünden.
§ 1069. Sodomiterey und andre dergleichen unnatürliche Sünden, welche wegen ihrer Abscheulichkeit hier nicht genannt werden können, erfordern eine gänzliche Vertilgung des Andenkens.
§ 1070. Es soll daher ein solcher Verbrecher, nachdem er ein- oder mehrjährige Zuchthausstrafe mit Willkommen und Abschied ausgestanden hat, aus dem Orte seines Aufenthalts, wo sein Laster bekannt geworden ist, auf immer verbannt, und das etwa gemißbrauchte Thier getödtet, oder heimlich aus der Gegend entfernt werden.
§ 1071. Wer jemanden zu dergleichen unnatürlichen Lastern verführt und mißbraucht, der ist doppelter Strafe schuldig.
§ 1072. Machen sich Aeltern, Vormünder, Lehrer oder Erzieher dieses Verbrechens schuldig: so soll gegen dieselben vier- bis achtjährige Zuchthausstrafe mit Willkommen und Abschied statt finden.

### Strafgesetzbuch für die Preußischen Staaten vom 14. April 1851
Zweiter Theil.
Von den einzelnen Verbrechen und Vergehen und deren Bestrafung
Zwölfter Titel. Verbrechen und Vergehen gegen die Sittlichkeit (§§. 139 bis 151)
§ 143 
Die widernatürliche Unzucht59), welche zwischen Personen männlichen Geschlechts oder von Menschen mit Thieren verübt wird, ist mit Gefängniß von sechs Monaten bis zu vier Jahren, sowie mit zeitiger Untersagung der Ausübung der bürgerlichen Ehrenrechte zu bestrafen.
Inkrafttreten: 1. Juli 1851; Stand: 30. April 1856

#### Erläuterungen dazu (1864)
59) Darunter ist die Sodomie gemeint. Dies ist jede Wollustbefriedigung, außer dem natürlichen Beischlafe zwischen Mann und Frau hervorgebracht. Der Begriff ist von Juristen gebildet; der Name ist genommen von Sodom und Gomorra, welche dieser Laster wegen zerstört wurden. Bei den Römern findet sich ein lex Catinia, von der nur das bekannt, daß sie gegen unnatürliche Fleischesverbrechen gerichtet war; alles nähere ist unbekannt, selbst der Name ist ungewiß. Die lex Jul. de adult. hat dieses Verbrechen nur höchste beschränkt aufgefaßt, nämlich nur von dem, was an einem Knaben von guter Familie verübt war. Wurde Gewalt an einem Manne in dieser Absicht gebraucht, so war die That unerlaubte Gewalt (vis). L. 5 D. de vi publ. Eine rechte Strafsanktion gegen dieses Verbrechen finden wir also im R. R. nicht, vielmehr finden wir dasselbe ungerügt. Erst seit konstantin ist gegen unnatürliche Wollustbefriedigung das Schwert verordnet. L. 31 C. ad I. Jul. de adult. Justitians Novelle 77 droht ebenfalls ultima supplicia. – Das kan. R. bestimmt Kirchenstrafen. Die P. G.O. Art. 116 hebt nur drei Arten der unnatürlichen Wollustbefriedigung hervor: mit einem thiere; mit einem Manne; Weib mit Weibe; und droht Feuerstrafe. Die deutsche Praxis dehnt aber diese Bestimmung auch auf andere Fälle aus und unterscheidet so sodomia propria und impropria; strafte aber die Fälle der letzteren nur willkürlich. Der §. 143 hat den dritten Fall der P. G.O. nicht aufgenommen und die Praxis nimmt an, daß auch die s. impropia nicht unter die Strafbestimmung falle. „Unter widernatürlicher Unzucht im Sinne des §. 143 ist die eigentliche Sodomie (sodomia propria) in ihren beiden Formen zu verstehen, nicht andere derartige Handlungen, namentlich nicht gegenseitige Onanie zwischen Personen männlichen Geschlechts.“ Br. des Obertr., S. f. Str.G., Nr. 48, vom 1. Juli 1853. (Entsch. Band XXVI, S. 403.)

### Fassung vom 15. Mai 1871 (Verkündung)
§ 175
Die widernatürliche Unzucht, welche zwischen Personen männlichen Geschlechts oder von Menschen mit Thieren begangen wird, ist mit Gefängniß zu bestrafen; auch kann auf Verlust der bürgerlichen Ehrenrechte erkannt werden.
(Digitalisat und Volltext im Deutschen Textarchiv)

#### Juristische Erläuterungen dazu (1913)
1. Sog. Päderastie, Bestialität, Sodomie; nicht die Tribadie (Unzucht zwischen Frauen)
2. Die widernatürliche Unzucht erfordert einen dem natürlichen Beischlaf ähnlichen Vorgang; immer muß das entblößte Glied des einen Täters den Körper des anderen berührt haben; dies braucht nicht entblößt gewesen zu sein.
3. Unter § 175 fällt auch, wer den Geschlechtsteil eines anderen in den Mund nimmt, nicht wechselseitige Onanie.
4. Es genügt, wenn einer der beiden die Befriedigung des Geschlechtstriebes anstrebt; doch ist auch der andere als Täter, nicht nur als Gehilfe strafbar. Die Befriedigung braucht nicht eingetreten zu sein, daß beide vorsätzlich gehandelt haben, ist nicht erfordert.
5. Auch bei der sodomia tarione generis ist ein beischlafähnlicher Akt erforderlich, daher nicht genügend, daß sich eine Frau den Geschlechtsteil von einem Hunde belecken laßt.
6. Idealkonkurrenz mit §§ 173, 174, 176, 178 möglich
7. Zuständig: Strafkammer

### Fassung vom 1. September 1935
§ 175
(1) Ein Mann, der mit einem anderen Mann Unzucht treibt oder sich von ihm zur Unzucht mißbrauchen läßt, wird mit Gefängnis bestraft.
(2) Bei einem Beteiligten, der zu Zeit der Tat noch nicht einundzwanzig Jahre alt war, kann das Gericht in besonders leichten Fällen von Strafe absehen.
§ 175a
Mit Zuchthaus bis zu zehn Jahren, bei mildernden Umständen mit Gefängnis nicht unter drei Monaten wird bestraft:
1. ein Mann, der einen anderen Mann mit Gewalt oder durch Drohung mit gegenwärtiger Gefahr für Leib oder Leben nötigt, mit ihm Unzucht zu treiben, oder sich von ihm zur Unzucht mißbrauchen zu lassen;
2. ein Mann, der einen anderen Mann unter Mißbrauch einer durch ein Dienst-, Arbeits- oder Unterordnungsverhältnis begründeten Abhängigkeit bestimmt, mit ihm Unzucht zu treiben oder sich von ihm zur Unzucht mißbrauchen zu lassen;
3. ein Mann über einundzwanzig Jahre, der eine männliche Person unter einundzwanzig Jahren verführt, mit ihm Unzucht zu treiben oder sich von ihm zur Unzucht mißbrauchen zu lassen;
4. ein Mann, der gewerbsmäßig mit Männern Unzucht treibt oder von Männern sich zur Unzucht mißbrauchen läßt oder sich dazu anbietet.
§ 175b
Die widernatürliche Unzucht, welche von Menschen mit Tieren begangen wird, ist mit Gefängnis zu bestrafen; auch kann auf Verlust der bürgerlichen Ehrenrechte erkannt werden.

### Fassung ab 1949 (DDR)
§ 175 – Widernatürliche Unzucht
Die widernatürliche Unzucht, welche zwischen Personen männlichen Geschlechts oder von Menschen mit Tieren begangen wird, ist mit Gefängnis zu bestrafen; auch kann auf Verlust der bürgerlichen Ehrenrechte erkannt werden.
§ 175 a – Schwere Unzucht zwischen Männern
Mit Zuchthaus bis zu 10 Jahren, bei mildernden Umständen mit Gefängnis nicht unter 3 Monaten wird bestraft,
1. ein Mann, der einen anderen Mann mit Gewalt oder durch Drohung mit gegenwärtiger Gefahr für Leib und Leben nötigt, mit ihm Unzucht zu treiben oder sich mit ihm zur Unzucht missbrauchen zu lassen;
2. ein Mann, der einen anderen Mann unter Mißbrauch einer durch ein Dienst-, Arbeits- oder Unterordnungsverhältnis begründeten Abhängigkeit bestimmt, mit ihm Unzucht zu treiben oder sich von ihm zur Unzucht missbrauchen zu lassen;
3. ein Mann über einundzwanzig Jahren, der eine männliche Person unter einundzwanzig Jahren verführt, mit ihm Unzucht zu treiben oder sich von ihm zur Unzucht missbrauchen zu lassen;
4. ein Mann, der gewerbsmäßig mit Männern Unzucht treibt oder von Männern sich zur Unzucht missbrauchen läßt oder sich dazu anbietet.

### Fassung ab 1968 (DDR, § 151)
§ 151
Ein Erwachsener, der mit einem Jugendlichen gleichen Geschlechts sexuelle Handlungen vornimmt, wird mit Freiheitsstrafe bis zu drei Jahren oder mit Verurteilung auf Bewährung bestraft.

### Fassung vom 25. Juni 1969 (Bundesrepublik)
§ 175 Unzucht zwischen Männern
(1) Mit Freiheitsstrafe bis zu fünf Jahren wird bestraft:
1. ein Mann über achtzehn Jahre, der mit einem anderen Mann unter einundzwanzig Jahren Unzucht treibt oder sich von ihm zur Unzucht mißbrauchen läßt,
2. ein Mann, der einen anderen Mann unter Mißbrauch einer durch ein Dienst-, Arbeits- oder Unterordnungsverhältnis begründeten Abhängigkeit bestimmt, mit ihm Unzucht zu treiben oder sich von ihm zur Unzucht mißbrauchen zu lassen,
3. ein Mann, der gewerbsmäßig mit Männern Unzucht treibt oder von Männern sich zur Unzucht mißbrauchen läßt oder sich dazu anbietet.
(2) In den Fällen des Absatzes 1 Nr. 2 ist der Versuch strafbar.
(3) Bei einem Beteiligten, der zur Zeit der Tat noch nicht 21 Jahre alt war, kann das Gericht von Strafe absehen.
§ 175b
(aufgehoben)

### Fassung vom 28. November 1973 (Bundesrepublik)
§ 175 Homosexuelle Handlungen
(1) Ein Mann über achtzehn Jahren, der sexuelle Handlungen an einem Mann unter 18 Jahren vornimmt oder von einem Mann unter 18 Jahren an sich vornehmen läßt, wird mit Freiheitsstrafe bis zu fünf Jahren oder mit Geldstrafe bestraft.
(2) Das Gericht kann von einer Bestrafung nach dieser Vorschrift absehen, wenn
1. der Täter zur Zeit der Tat noch nicht einundzwanzig Jahre alt war oder
2. bei Berücksichtigung des Verhaltens desjenigen, gegen den die Tat sich richtet, das Unrecht der Tat gering ist.

### Fassung vom 11. Juni 1994
§ 175
(aufgehoben)

### Neubekanntmachung des StGB vom 13. November 1998
§ 175
(weggefallen)

## Chronologischer Überblick
| Datum                                                | Ereignis |
| ---------------------------------------------------- | --- |
| 1532                                                 | Constitutio Criminalis Carolina (§ 116; Beginn der zivilen Strafbarkeit) |
| 5. Feb. 1794                                         | Verkündung des Allgemeinen Landrechts für die preußischen Staaten (§§ 1069–1072) |
| 1. Juni 1794                                         | Inkrafttreten des Allgemeines Landrechts für die preußischen Staaten (§§ 1069–1072, subsidiär) |
| 1791, 1810                                           | Homosexualität wird durch den Code Pénal in Frankreich und danach in einigen beeinflussten Gebieten straffrei |
| 1813                                                 | Homosexualität wird in Bayern straffrei |
| 14. Apr. 1851                                        | Verkündung des Preußischen Strafgesetzbuchs (PStGB, § 143) |
| 1. Juli 1851                                         | Inkrafttreten des Preußischen Strafgesetzbuchs (PStGB, § 143) |
| 31. Mai 1870                                         | Verkündung des Strafgesetzbuchs für den Norddeutschen Bund (§ 152) |
| 1. Jan. 1871                                         | Inkrafttreten des Strafgesetzbuchs für den Norddeutschen Bund (§ 152) |
| 15. Mai 1871                                         | Verkündung des Reichsstrafgesetzbuchs (RStGB, § 175) |
| 1. Jan. 1872                                         | Inkrafttreten des Reichststrafgesetzbuches (RStGB, § 175) in allen Reichsteilen |
| 28. Juni 1935                                        | Beschluss der Verschärfung des § 175 sowie der neuen § 175a und § 175b durch die Nationalsozialisten |
| 1. Sep. 1935                                         | Inkrafttreten der Verschärfung durch die Nationalsozialisten |
| DDR                                                  | |
| 1945                                                 | bis 1949 uneinheitliche Entwicklung in der Sowjetischen Besatzungszone (SBZ) |
| 1945                                                 | SBZ Thüringen: Abmilderung etwa auf den Entwurf von 1925 |
| 1948                                                 | SBZ Sachsen-Anhalt: Abmilderung auf die Version der Weimarer Republik |
| 1949                                                 | Fassung für die gesamte DDR, § 175 enthält wieder Sodomie, § 175b ist aufgehoben |
| 1950                                                 | Kammergericht Berlin für die ganze DDR: Fassung von 1872 ist gültig, aber mit § 175a von 1935 |
| 1954                                                 | Kammergericht Berlin für die ganze DDR: Für § 175a sind keine beischlafähnlichen Handlungen notwendig |
| 1957                                                 | Strafrechtsänderungsgesetz erlaubt Nachsicht, wenn es keine Gefahr für die sozialistische Gesellschaft darstellt |
| 1957                                                 | Kammergericht Berlin für die ganze DDR: Bei gewöhnlichem § 175 Einstellung wegen Geringfügigkeit |
| 12. Jan. 1968                                        | Beschluss des Strafgesetzbuchs der DDR (StGB-DDR, § 151): Nur mehr Erwachsene mit Jugendlichen (jetzt bis 18) strafbar, sowohl bei Schwulen und Lesben |
| 1. Juli 1968                                         | Inkrafttreten des Strafgesetzbuchs der DDR (StGB-DDR, § 151) |
| 11. Aug. 1987                                        | Oberstes Gericht der DDR hebt Urteil wegen § 151 auf |
| 1988                                                 | Beschluss des Strafrechtsänderungsgesetzes: § 151 wird gestrichen, einheitliches Schutzalter (§ 148: 14 Jahre, bei Mißbrauch durch Gewährung von Geschenken etc. § 149: 16 Jahre) |
| 1. Juli 1989                                         | Inkrafttreten des Strafrechtsänderungsgesetzes |
| Bundesrepublik Deutschland bis zur Wiedervereinigung | |
| 1949                                                 | § 175 und § 175a in der Fassung von 1935 offiziell übernommen |
| 1955                                                 | Einreichung einer Verfassungsbeschwerde gegen § 175 und § 175a |
| 10. Mai 1957                                         | Bundesverfassungsgericht weist die Beschwerde zurück, Fassung von 1935 ist kein nationalsozialistisch geprägtes Recht |
| 25. Juni 1969                                        | Verkündung des 1. StrRG: Nur mehr strafbar, wenn mind. einer über 18 und einer unter 21 Jahre, Prostitution und verschiedenen Autoritätsverhältnissen |
| 1. Sep. 1969                                         | Inkrafttreten des 1. StrRG |
| 28. Nov. 1973                                        | Inkrafttreten der Reform des Sexualstrafrechts: Unzucht → Sexuelle Handlungen, nur mehr Erwachsene mit Jugendlichen (jetzt bis 18) strafbar |
| Deutschland seit der Wiedervereinigung 1990          | |
| 10. März 1994                                        | Verabschiedung des 29. Strafrechtsänderungsgesetzes (29. StrÄndG) im Deutschen Bundestag: Aufhebung des § 175, Rechtsangleich Bundesrepublik/DDR |
| 31. Mai 1994                                         | Ausfertigung des 29. StrÄndG |
| 10. Juni 1994                                        | Verkündung des 29. StrÄndG im Bundesgesetzblatt (BGBl. 1994 I S. 1168) |
| 11. Juni 1994                                        | Inkrafttreten des 29. StrÄndG |
| 17. Mai 2002                                         | Verabschiedung des Gesetzes zur Änderung des Gesetzes zur Aufhebung nationalsozialistischer Unrechtsurteile in der Strafrechtspflege (NS-AufhGÄndG) im Deutschen Bundestag: Symbolische Rehabilitierung der Verurteilten zwischen 1935 und 1945                                                                                              |
| 23. Juli 2002                                        | Ausfertigung des NS-AufhGÄndG |
| 26. Juli 2002                                        | Verkündung des NS-AufhGÄndG; Inkrafttreten am folgenden Tag |
| 23. März 2017                                        | Zusicherung einer Entschädigung für noch lebende Verurteilte nach § 175 durch das Bundeskabinett |
| 22. Juli 2017                                        | Inkrafttreten des Gesetzes zur strafrechtlichen Rehabilitierung der nach dem 8. Mai 1945 wegen einvernehmlicher homosexueller Handlungen verurteilten Personen, Aufhebung von Strafurteilen und Entschädigungen auf Antrag |
| 23. Juli 2021                                        | Inkrafttreten des Gesetzes zur Rehabilitierung der wegen einvernehmlicher homosexueller Handlungen, wegen ihrer homosexuellen Orientierung oder wegen ihrer geschlechtlichen Identität dienstrechtlich benachteiligten Soldatinnen und Soldaten, Aufhebung von wehrdienstgerichtlichen Urteilen und pauschalisierte Entschädigung auf Antrag |